# Бакхорн (Кентаки)
Бакхорн (енгл. Buckhorn) град је у америчкој савезној држави Кентаки.

## Демографија
По попису из 2010. године број становника је 162, што је 18 (12,5%) становника више него 2000. године.
| Група             | 2000.       | 2010.       |
| Белци             | 141 (97,9%) | 153 (94,4%) |
| Афроамериканци    | 3 (2,1%)    | 4 (2,5%)    |
| Азијати           | 0 (0,0%)    | 0 (0,0%)    |
| Хиспаноамериканци | 0 (0,0%)    | 4 (2,5%)    |
| Укупно            | 144         | 162         |